# Quod licet Iovi non licet bovi
Quod licet Iovi, non licet bovi ("Quello che è concesso a Giove, non è concesso al bove") è una frase latina che, letteralmente, esprime una diffusa doppia morale, secondo cui agli dèi, o ai loro protetti, sono permesse tante cose che non lo sono agli uomini. È un proverbio latino che può avere un doppio taglio: al bue, all'uomo senza qualità, sono permesse cose, comportamenti, azioni non permesse all'uomo di qualità, se non vuole perdere le caratteristiche che lo distinguono dalla massa.
Un concetto simile fu espresso da Terenzio in due sue commedie, Heautontimorumenos (v. 797: aliis si licet, tibi non licet, "se è permesso agli altri, a te non è permesso") e Adelphoe (vv. 823-824: duo quŏm idem faciunt saepe, ut possis dicere / "hoc licet inpune facere huic, illi non licet", "quando due fanno spesso la stessa cosa, potresti dire / "uno può farla impunemente, l'altro no"").